# Grmoliki ranjenik
Grmoliki ranjenik (jupiterova brada, jupiterov ranjenik; lat. Anthyllis barba-jovis), zimzelena trajnica iz roda ranjenika (Anthyllis), porodica Mahunarki (Fabaceae), poznata je i kao jupiterova brada.
Latinsko ime vrste znači jupiterova brada (barba, brada, i jovis, jupiter). Naraste do 150 cm. visine, grane krivudave, uglavnom ogoljele, dok su mlada, sivkaste su i dlakave, litovi nasuprotni, cvjetovi su blijedožuti, skupljeni u glavičaste cvatove, dvospolni. Plod je mala mahuna s jednom sjemenkom.
Biljka je rasprostranjena po Mediteranu Europe i Afrike. U Hrvatskoj je zaštićena još od 1980. godine, a od 2004. g. strogo zaštićena na svim prirodnim nalazištima. Raste u srednjoj i južnoj Dalamciji, i to po otocima Dugi otok, Vis, Biševo, Svetac, Mljet, Koločep, Lopud, Lokrum, i u okolici Dubrovnika.

## Slike
- A. barba-jovis
- A. barba-jovis
- A. barba-jovis
- A. barba-jovis

## Vanjske poveznice
|  | Zajednički poslužitelj ima još gradiva o temi Anthyllis barba-jovis |
|  | Wikivrste imaju podatke o taksonu Anthyllis barba-jovis             |